# Las adolescentes
Las adolescentes és una pel·lícula espanyola estrenada a l'octubre de 1975, escrita i dirigida per Pedro Masó i Santiago Moncada, catalogada dins de les primeres produccions de l'anomenat «cinema de destape».

## Argument
Ana (Koo Stark) és una noia enormement retreta i estudiosa, a la qual els seus pares, amos d'un hotel en la costa de Múrcia, decideixen enviar a un selecte internat als afores de la capital britànica a fi que millori el seu nivell d'anglès i, sobretot, es relacioni més amb gent de la seva edat.
Després de les conegudes quintades inicials, entaula certa amistat amb dues desinhibides companyes, Carla (Susan Player) i Rosalind (Victoria Vera) (fumen, mengen bombons d'amagat, els encanten els escots pronunciats i no es posen sostenidor), més interessades en el sexe contrari que en els idiomes.
Amb l'excusa d'anar a visitar a dues antigues clientes dels seus pares que resideixen a Londres, Ana aconsegueix fàcilment un permís de Miss Stella Larsen (Maria Perscky), la governanta, amb el que poder sortir les tres.
Però després de prendre el te amb les ancianes, les tres amigues arriben a un concorregut pub de la ciutat, on Carla i Rosalind alternen per endavant amb tres joves: un londinenc (Jimmy), un jamaicà i un xilè, membres d'una xarxa il·legal dedicada a prendre fotografies de noies mentre fan l'amor amb elles, que venin a la revista porno danesa Estimulation.
Una vegada en el seu petit apartament, Jimmy «salva» a la protagonista del continu assetjament sexual del jamaicà, per la qual cosa Ana decideix que sigui el jove, del qual sent haver-se enamorat, qui la desvirgui…

## Repartiment
- Anthony Andrews, Jimmy.
- Koo Stark .... Ana.
- Susan Player .... Carla.
- Victoria Vera.... Rosalind.
- Eduardo Bea .... Carlos Borrera.
- María Perschy.... Miss Stella Larsen.
- Trevor Thomas .... Joe Graves.
- Cristina Galbó.... Danielle.
- Víctor Petit .... Andrés.
- Beatriz Galbó .... colegiala.
- Eduardo Fajardo.... padre de Ana.
- Queta Claver.... madre de Ana.
- Isabel María Pérez .... Chris.
- Adolfo Alises
- Judith Nelmes
- Patricia Mason
- Arthur Howard .... director del colegio.
- Mónica Ulloa
- Jack Taylor.... Mr. Hanson.
- Patricia Wright .... profesora.

## Producció
Pocs dies abans de l'estrena, la Junta directiva de l'Agrupació d'Actors Cinematogràfics mostra el seu descontentament «per incloure en la seva fitxa artística gran nombre de supòsits [sic] actors estrangers en papers estel·lars, quedant reduïda la participació espanyola a una mínima part en les seves intervencions».
Quant al suposat contingut «porno» d'algunes de les escenes, el crític cinematogràfic del diari ABC Lorenzo López Sancho destaca en la seva columna que malgrat que poden «impressionar fortament a l'espectador espanyol, habituat a un cinema més contingut, són, a l'una, els moments de millor cinema, de major força, de llenguatge cinematogràfic més reeixit i poderós, de tot el film».
Va ser vista per 2 770 000 espectadors.

## Banda sonora
El tema principal de la banda sonora és la cançó La gaviota, composta per Juan Carlos Calderón i interpretada pel grup Mocedades. Altres cançons són 
- Forever and Ever - Demis Roussos
- Happy People - The Temptations
- Summer Wind - Frank Sinatra